# Miami Dolphins 1982
La stagione 1982 dei Miami Dolphins è stata la numero 17 della franchigia, la tredicesima nella National Football League. A causa di uno sciopero dei giocatori durato 57 giorni furono disputate solamente nove partite. Quell'anno non ci furono classifiche di division e venne temporaneamente ampliato il numero di squadre qualificate per i playoff.

## Calendario

### Stagione regolare
| Turno | Data       | Avversario             | Risultato | Pubblico |
| ----- | ---------- | ---------------------- | --------- | -------- |
| 1     | 12/9/1982  | @ New York Jets        | V 45–28   | 53.360   |
| 2     | 19/9/1982  | Baltimore Colts        | V 24–20   | 51.999   |
| 3     | 21/11/1982 | @ Buffalo Bills        | V 9–7     | 52.945   |
| 4     | 29/11/1982 | @ Tampa Bay Buccaneers | S 17–23   | 65.854   |
| 5     | 5/12/1982  | Minnesota Vikings      | V 22–14   | 45.721   |
| 6     | 12/12/1982 | @ New England Patriots | S 0-3     | 25.716   |
| 7     | 18/12/1982 | New York Jets          | V 20–19   | 67.702   |
| 8     | 27/12/1982 | Buffalo Bills          | V 27–10   | 73.924   |
| 9     | 2/1/1983   | @ Baltimore Colts      | V 34–7    | 19.073   |

### Playoff
| Turno             | Data      | Avversario           | Risultato |
| ----------------- | --------- | -------------------- | --------- |
| Primo turno AFC   | 8/1/1983  | New England Patriots | V 28-13   |
| Secondo turno AFC | 16/1/1983 | San Diego Chargers   | V 34-13   |
| Finale AFC        | 23/1/1983 | New York Jets        | V 14-0    |
| Super Bowl XVII   | 30/1/1983 | Washington Redskins  | S 17-27   |

## Classifiche
| AFC East                | AFC East | AFC East | AFC East | AFC East | AFC East | AFC East | AFC East | AFC East | AFC East |
|                         | V        | S        | P        | %        | DIV      | CONF     | PF       | PS       | Str.     |
| ----------------------- | -------- | -------- | -------- | -------- | -------- | -------- | -------- | -------- | -------- |
| Miami Dolphins(2)       | 7        | 2        | 0        | .778     | 6–1      | 6–1      | 198      | 131      | V3       |
| New York Jets(6)        | 6        | 3        | 0        | .667     | 2–2      | 2–3      | 245      | 166      | S1       |
| New England Patriots(7) | 5        | 4        | 0        | .556     | 3–1      | 5–3      | 143      | 157      | V1       |
| Buffalo Bills           | 4        | 5        | 0        | .444     | 1–3      | 3–3      | 150      | 154      | S3       |
| Baltimore Colts         | 0        | 8        | 1        | .056     | 0–5–0    | 0–7–0    | 113      | 236      | S2       |

| Los Angeles Raiders(1)  | 8 | 1 | 0 | .889 | 260 | 200 | V5 |
| Miami Dolphins(2)       | 7 | 2 | 0 | .778 | 198 | 131 | V3 |
| Cincinnati Bengals(3)   | 7 | 2 | 0 | .778 | 232 | 177 | V2 |
| Pittsburgh Steelers(4)  | 6 | 3 | 0 | .667 | 204 | 146 | V2 |
| San Diego Chargers(5)   | 6 | 3 | 0 | .667 | 288 | 221 | S1 |
| New York Jets(6)        | 6 | 3 | 0 | .667 | 245 | 166 | S1 |
| New England Patriots(7) | 5 | 4 | 0 | .556 | 143 | 157 | V1 |
| Cleveland Browns(8)     | 4 | 5 | 0 | .444 | 140 | 182 | S1 |
| Buffalo Bills           | 4 | 5 | 0 | .444 | 150 | 154 | S3 |
| Seattle Seahawks        | 4 | 5 | 0 | .444 | 127 | 147 | V1 |
| Kansas City Chiefs      | 3 | 6 | 0 | .333 | 176 | 184 | V1 |
| Denver Broncos          | 2 | 7 | 0 | .222 | 148 | 226 | S3 |
| Houston Oilers          | 1 | 8 | 0 | .111 | 136 | 245 | S7 |
| Baltimore Colts         | 0 | 8 | 1 | .056 | 113 | 236 | S2 |